# 캘리포니아주의 풍력 발전
캘리포니아주의 풍력 발전은 1970년대 후반부터 1980년대 초 제리 브라운 주지사의 재임 기간 동안 발의되고 초기 개발되어 오랜 역사를 지니고 있다.
현재, 2045년까지 무 탄소 전력 에 전적으로 의존한다는 캘리포니아의 법안 결정에 따라 태양에너지와 지상을 기반으로 한 풍력에너지와 같은 신재생에너지의 발전에 중점을 두고 있다.
캘리포니아의 풍력 발전 용량은 2001년 이후 약 350% 증가하였다.2016년 풍력 에너지(다른 주에서 공급되는 풍력 발전 에너지를 포함한)는 캘리포니아 총 전력 수요의 약 6.9%를 공급한다. 이는 130만 가구 이상의 전력 공급을 충당할 수 있는 양이다. 캘리포니아의 컨 카운티의 테하차피 지역에 대부분의 캘리포니아 풍력 발전소가 위치한다. 솔라노, 콘트라 코스타 및 리버사이드 주의 대규모 발전 프로젝트도 있다. 캘리포니아는 풍력 발전을 가장 많이하는 주 중에 하나이다. 그러나 최근에는 캘리포니아의 풍력 발전 개발이 다른 주에 비해서 뒤쳐져 있다. 2016년 말에는 텍사스, 아이오와, 오클라호마에 이어 4번째로 풍력 발전을 많이 하는 주가 되었다.2016년 12월 31일, 캘리포니아는 5,662메가와트의 풍력 발전 전력 명판 용량을 가지고 있다.

## 역사
오랜 시간동안 캘리포니아의 주요 발전 방법은 풍력 발전이었다. 캘리포니아는 1980년대 미국에서 첫번째로 대규모 풍력 발전 단지가 개발 미국 최초의 주이다. 1995년 캘리포니아는 전 세계 풍력 발전량의 30%를 생산했다. 그러나 현재는 텍사스가 미국 풍력발전 분야의 선두주자이다.